# Всемирный фестиваль молодёжи (2024)
Всемирный фестиваль молодёжи 2024 года — международный молодёжный фестиваль, который прошёл в Российской Федерации на федеральной территории Сириус в период с 29 февраля по 7 марта.
Фестиваль посетили более 20 тысяч человек из 190 стран, среди которых активисты из стран СНГ, БРИКС и КНДР. На площадке фестиваля работали пять тысяч волонтёров, 300 российских экскурсоводов, а все 89 российских регионов взяли шефство над иностранными делегациями. Региональная программа фестиваля проходила с 10 по 17 марта, её участники посетили 30 городов России.
Проведённое мероприятие не имеет отношения к Всемирному фестивалю молодёжи и студентов (ВФМС, чтобы избежать путаницы и санкций — хотя первоначально позиционировалось именно как таковое), проводимого Всемирной федерацией демократической молодёжи (ВФДМ) и Международным союзом студентов (МСС). Представители ВФДМ и МСС не входили в организационные структуры ВФМ, а занимаются подготовкой нового ВФМС, который состоится в 2024 году в Мексике.

## Организация фестиваля
5 апреля 2023 года Президент России Владимир Путин подписал указ о проведении Всемирного фестиваля молодежи в 2024 году. Фестиваль пройдет в целях развития международного молодёжного сотрудничества.
Весной 2023 года был сформирован также состав Организационного комитета и его Президиум. Организационный комитет по подготовке и проведению всемирного фестиваля молодежи образован в целях обеспечения координации деятельности и взаимодействия федеральных органов исполнительной власти, органов исполнительной власти субъектов РФ, органов местного самоуправления и организаций, участвующих в реализации мероприятий по подготовке и проведению фестиваля, а также в решении иных связанных с этим задач.
В 2023 году Правительству Российской Федерации в трёхмесячный срок поручено разработать и осуществить при участии федеральных органов исполнительной власти меры, направленные на подготовку и проведение Всемирного фестиваля молодежи, оказать содействие в освещении в государственных средствах массовой информации мероприятий по подготовке и проведению Фестиваля и определить источники финансового обеспечения мероприятий по подготовке и проведению Фестиваля.

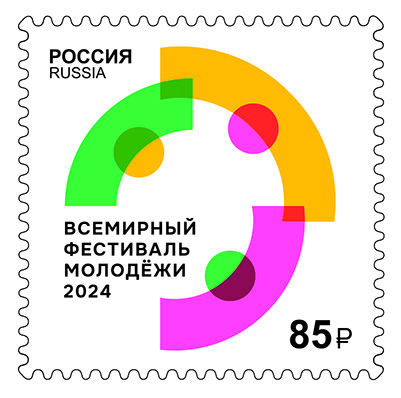
Почтовая марка России, 2024 год

11 мая 2023 года в Москве состоялось первое заседание Организационного комитета Всемирного фестиваля молодёжи под председательством Первого заместителя Руководителя Администрации Президента России Сергея Кириенко.
8 июня 2023 года на «Добро. Конференции» в Самарской области запустили прием заявок в волонтёрский корпус Всемирного фестиваля молодежи. Прием заявок от желающих стать волонтерами Всемирного фестиваля молодежи будет осуществляться до 1 декабря.
В июне 2023 года на здании Поволжского колледжа в Самаре открыли мурал в честь старта волонтёрской программы Всемирного фестиваля молодёжи.
24 июня 2023 года в День молодёжи стартовала заявочная кампания на участие во Всемирном фестивале молодёжи, была представлена концепция, программа и логотип будущего фестиваля.
К середине августа 2023 года в 15 странах, которые примут участие во Всемирном фестивале молодежи, открылись подготовительные комитеты. Среди этих государств: Аргентина, Гондурас, Израиль, Индонезия, Ирак, Испания, Йемен, Либерия, Малайзия, Мексика, Пакистан, Панама, Парагвай, Уругвай, страны Карибского бассейна. Подготовительные комитенты будут отбирать участников фестиваля, создавать делегации, а затем формировать молодёжное движение в странах-участницах. Вместе с этим было анонсировано открытие подобных комитетов ещё в 40 государствах.
В сентябре 2023 года национальные подготовительные комитеты к Всемирному фестивалю молодежи были организованы в 38 странах. Своё желание участвовать в форуме выразили молодые люди из 180 стран.

### Участники фестиваля
В фестивале приняли участие более 20 000 человек из 190 стран: российские и иностранные участники из сфер бизнеса, медиа, международного сотрудничества, культуры, волонтёрства и благотворительности, спорта, различных сфер жизни.
По словам главы Росмолодёжи Ксении Разуваевой, среди участников фестиваля — студенты, молодые профессионалы, предприниматели, лидеры некоммерческих организаций, дипломаты, спортсмены и деятели культуры. Возраст участников фестиваля от 14 до 35 лет.

### Организаторы фестиваля
Организатором международного молодёжного фестиваля является АНО «Дирекция Всемирного фестиваля молодёжи», для подготовки и проведения фестиваля были созданы ещё два специальных органа — Международный программный комитет, куда вошли руководители крупнейших НКО, бизнеса и молодёжных организаций, а также Международный молодёжный совет, который объединил молодых лидеров России и иностранных государств.

### Программа фестиваля
Программа Всемирного фестиваля молодёжи строилась на ценностях — единство, равноправие, справедливость, взаимопомощь, командная работа и милосердие.
Решено было сконцентрироваться на таком формате, при котором у каждого была возможность озвучить свое мнение и услышать позиции таких же молодых людей из других регионов и стран. Большое внимание уделялось спортивной и культурной составляющей фестиваля, были показаны достижения России в сфере развития молодёжи, была возможность сделать общие полезные и добрые дела. Фестиваль включал в себя большое количество различных форматов вовлечения молодёжи: часть программы прошла за пределы основной площадки. В этот же период развернулась масштабная международная выставка-форум «Россия», на которой продемонстрированы важнейшие достижения России в различных отраслях. Для участников Всемирного фестиваля она стала одной из точек программы и важным элементом в знакомстве с Россией.
Каждый из дней фестиваля был посвящен определенной теме – «Ответственность за судьбы мира» (2 марта), «Многонациональное единство» (3 марта), «Мир возможностей для каждого» (4 марта), «Сохраним семью во имя детей и мира» (5 марта), «Мы – вместе с Россией» (6 марта).
В рамках фестиваля в мастер-классах, лекциях и планерных сессиях приняли участие: заместитель председателя Совета безопасности России Дмитрий Медведев, вице-премьер РФ Татьяна Голикова, вице-премьер РФ Марат Хуснуллин, председатель ЦИК РФ Элла Памфилова, официальный представитель Министерства иностранных дел РФ Мария Захарова, пресс-секретарь президента РФ Дмитрий Песков, министр промышленности и торговли Денис Мантуров, экс-министр иностранных дел Австрии Карин Кнайсль,  генеральный директор «Роскосмоса» Юрий Борисов, председатель правления Сбербанка Герман Греф, патриарх Московский и всея Руси Кирилл, режиссёр Эмир Кустурица, актёры Милош Бикович и Бурак Озчивит, спортсмены Роман Костомаров, Роберто Карлос и Никита Нагорный, музыкант Юрий Башмет, телеведущая Ольга Бузова и другие.
Региональная программа Всемирного фестиваля молодёжи проходила в период с 10 по 17 марта 2024 года, участники посетили 30 городов России. Так, в Перми с 13 по 15 марта около 2 тысяч молодых людей из разных регионов России и других стран участвовали в фестивале «Действуй!»; состоялась встреча пермской делегации ВФМ с главами городов Прикамья, ректорами вузов, студенческим и молодежным активом.

### Участие волонтёров на фестивале
В организации и проведении Всемирного фестиваля молодёжи было задействовано 5 тысяч волонтёров из всех регионов России.

### Церемония открытия фестиваля
2 марта 2024 года в Большом ледовом дворце в Сочи состоялась церемония открытия Всемирного фестиваля молодежи под девизом: «Мир меняется, потому что меняюсь я». В программе мероприятия приняли участие рэпер Вахтанг, телеведущая Олимпиада Тетерич, Татьяна Навка, Ляйсан Утяшева, Олег Газманов, Константин Хабенский, Полина Гагарина. В завершение официальной части было показано видеообращение президента России Владимира Путина к участникам фестиваля.

### Церемония закрытия фестиваля
6 марта 2024 года состоялась церемония закрытия Всемирного фестиваля молодежи. Завершающей частью мероприятия была речь президента России Владимира Путина, который выступил очно.